# Рибничка пећина
Рибничка пећина се налази у оквиру споменика природе Рибница, у атару села Паштрић, у општини Мионица. Рибничка пећина је стављена под заштиту као јединствени спелолошки објекат у Србији у коме се налази станиште 15 врста слепих мишева (Chiroptera) заштићених као природне реткости.
Отвор пећине лежи у равни корита реке, импозатних је димензија и облика једнокраког троугла са странама од око двадесет пет метара. Пећину је у дебелом тријанском кречњаку створио поточић који извире из њеног гротла. Хидрогеолози су баш овде описали јединствену појаву пиратерије, то јест „крађе” воде са једног слива у други подземним путем. Тако се овде, као прави школски пример, воде Лепенице, преливају у Рибницу подземним токовима. Подземне воде пећинског потока угрожене су, пре свега због слабе заштите понора у пределу Брежђа, који водом снабдевају овај систем.
Под Велике дворане је прекривен земљом и блоковима кречњака, али и шљунком, који овде таложи Рибница при високим водама. Пећински поток је усекао плитко корито у наносу – слој земље и оголићеној подлози од шљунка, испод. У задњем делу дворане поток се рачва (два крака), али се они поново састају код улаза у пећину. На таваници су ретки сталактити и већи број удубљених оштрих ивица, насталих отпадањем стеновитих блокова.